# سناء المصري
سناء المصري (1958-2000)، كاتبة وناشطة سياسية مصرية، بدأت حياتها بكتابة الشعر، إلا أنها تحولت عنه لكتابة نوع آخر من المؤلفات، حيث نشرت أبحاثاً في مواضيع شائكة، ما عرّضها للتهديد، ومصادرة كتبها.
عملت في مجال المسرح الحرّ، وشاركت في تأسيس فرقة الضواحي المسرحية.

## مؤلفاتها
كانت معظم كتاباتها في مواضيع خلافية شائكة، منها: «خلف الحجاب: موقف الجماعات الإسلامية من قضية المرأة»، الذي نشرته عام 1992، و«الإخوان المسلمون والطبقة العاملة المصرية» و«تمويل وتطبيع: فقة الجمعيات الأهلية في مصر» و«هوامش الفتح العربي لمصر».